# Hamilton Heights (Manhattan)

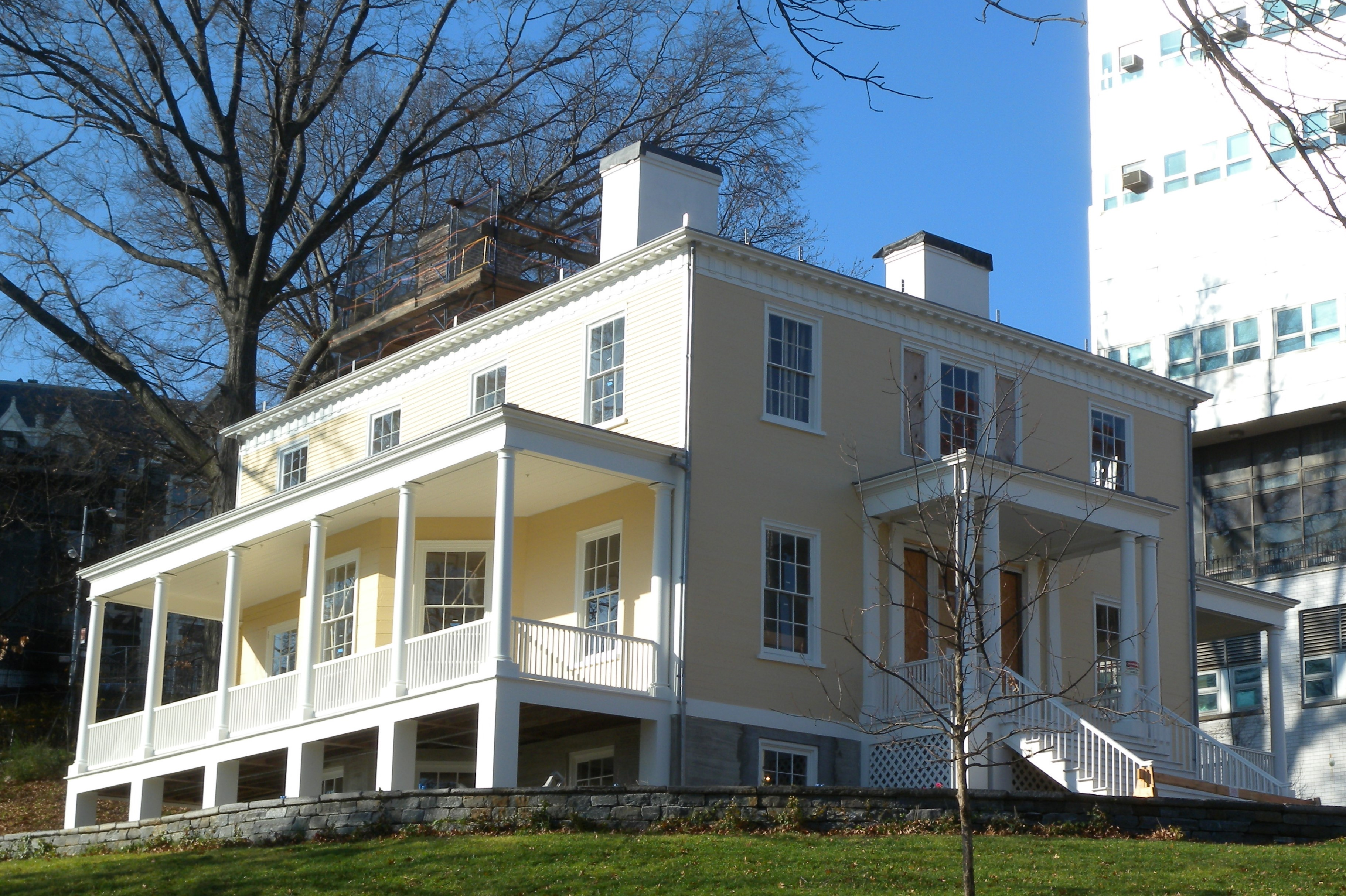
Das Hamilton Grange National Memorial nach dessen Umsiedlung in Hamilton Heights.

Hamilton Heights ist ein Viertel im Stadtteil Harlem im Norden des Stadtbezirks Manhattan in New York City.
Hamilton Heights hatte 2020 laut US Census innerhalb der genannten Grenzen 52.896 Einwohner. Etwa die Hälfte der Bewohner sind Hispanics und Latinos. Das Viertel ist Teil des Manhattan Community Districts 9 und gehört zum 30. Bezirk des New Yorker Polizeidepartements.

## Lage
Hamilton Heights liegt auf der West Side der Insel Manhattan in Upper Manhattan und wird durch die 135th Street und Manhattanville im Süden, den Hudson River im Westen, die 155th Street und Washington Heights im Norden sowie die Edgecombe Avenue, Saint Nicholas Avenue und Central Harlem im Osten begrenzt. Zusammen mit Manhattanville bildet Hamilton Heights West Harlem, das ein Teil von „Greater Harlem“ ist. Das Historic District Sugar Hill ist ein Teil von Hamilton Heights.

## Bevölkerung

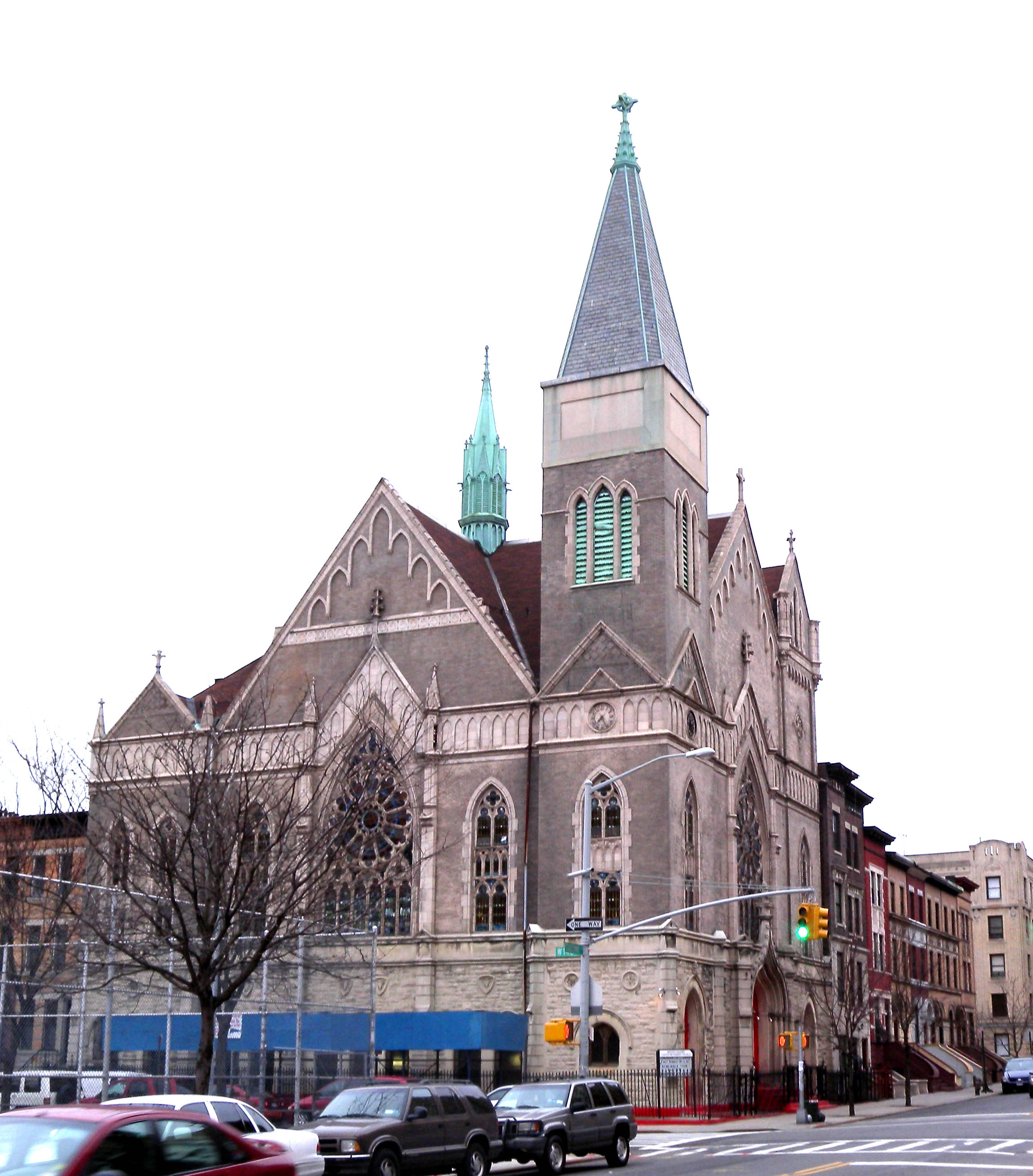
Mt Calvary Methodist Church

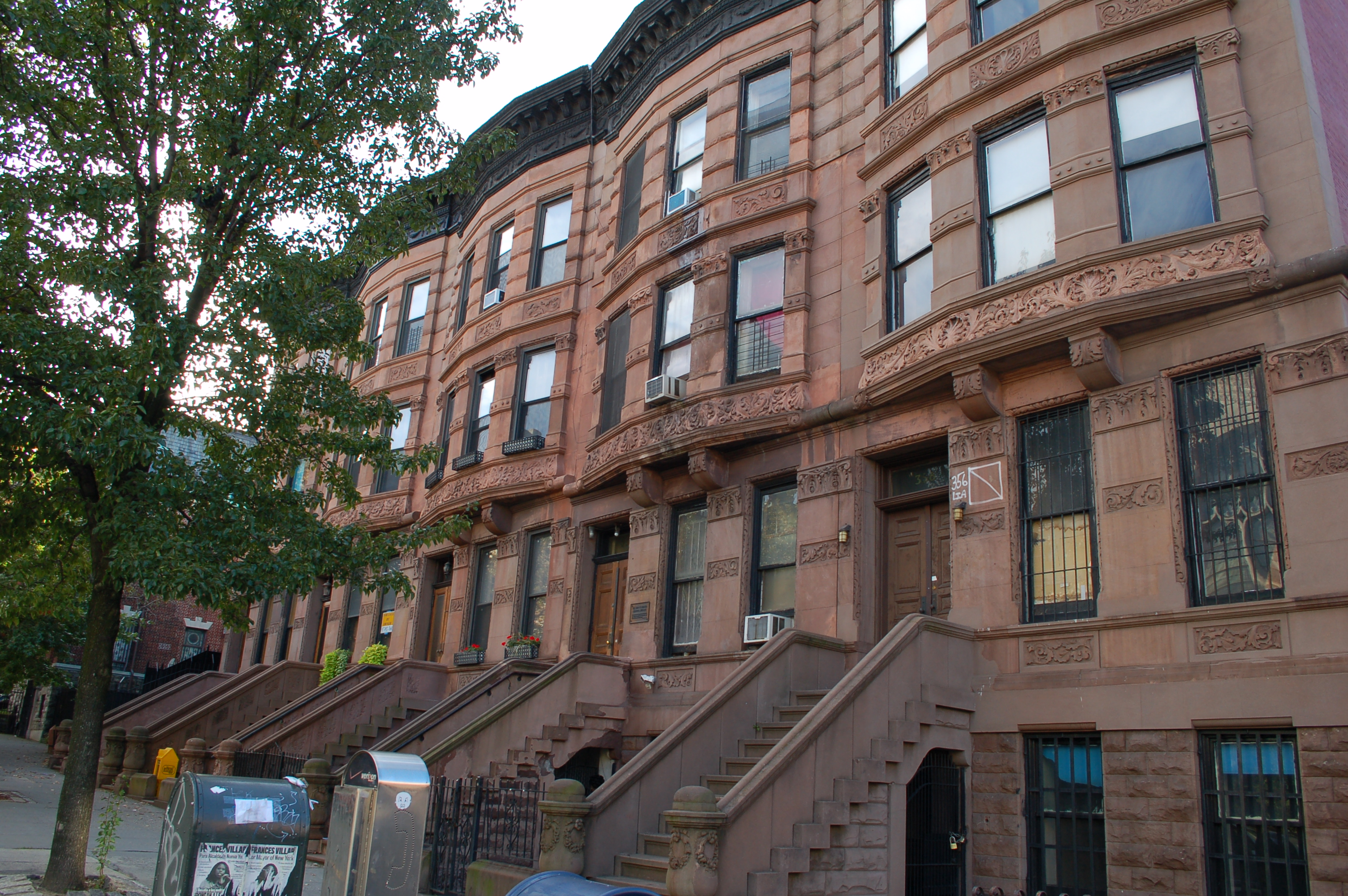
Häuser des Hamilton Heights Historic District

Die Gegend hat ihren Namen von Alexander Hamilton, einem der Gründerväter der Vereinigten Staaten, der Anfang des 19. Jahrhunderts seine letzten beiden Lebensjahre im heutigen Hamilton Grange National Memorial verbrachte, als Hamilton Heights noch überwiegen Farmland war. Die meisten Häuser in Hamilton Heights stammen aus der Zeit, als die Bahnlinien am Ende des 19. und frühen 20. Jahrhundert in nördlicher Richtung ausgebaut wurden und diese Gegend erschlossen.
Die weiße Bevölkerung verließ diese relativ noble Wohngegend in den 1930er und 1940er Jahren und wohlhabende Afroamerikaner zogen nach. Hier befinden sich Wohngebäude mit großzügigen Wohnungen sowie Stadt- und Reihenhäuser, die sich vor allem in den baumbestandenen östlichen Straßen von Hamilton Heights befinden, wo traditionell vermögende schwarze Bildungsbürger wohnen, die vor allem in den 1960er und 1970er Jahren in die Stadthäuser des Viertels einzogen. In den 1980er Jahren zogen viele Latinos nach Hamilton Heights – vor allem aus der Dominikanischen Republik.
Nach der Jahrtausendwende veränderte sich die Wohnbevölkerung erneut: Latinos stellen heute weiterhin die Mehrheit, gefolgt von Afroamerikanern, Einwanderern aus der Karibik und Überbleibseln der früheren weißen Bevölkerung, wobei seit 2005 die Gentrifizierung zu einem starken Zuzug von Weißen geführt hat. Heute wohnen viele Schauspieler, Künstler, Lehrer und andere Bildungsbürger in Hamilton Heights.

## Besondere Orte
In Hamilton Heights befinden sich das City College of New York (CCNY), das Dance Theatre of Harlem, die The Harlem School of the Arts und die Aaron Davis Hall. Das Viertel verfügt über verschiedene Parks wie der unlängst angelegte Riverbank State Park, eingebettet in den Riverside Park, der sich entlang des Hudson Rivers über die gesamte Länge von Hamilton Heights erstreckt.
Hamilton Heights verfügt über die zwei historischen Bezirke „Hamilton Heights Historic District“ und „Sugar Hill Historic District“, die beide durch die Landmarks Preservation Commission der Stadt New York ausgewiesen wurden.
Einer der höchsten Erhebungen in Hamilton Heights steigt vom Hudson River auf Höhe der 155th Street an und beherbergt den Trinity Church Cemetery. Viele Gebäude in diesem Teil stehen unter Denkmalschutz – wie etwa die Sheppard Hall auf dem Campus des City College und das Gebäude, in dem einst die High School of Music & Art untergebracht war.